# Demersal
Chamam-se demersais os peixes que, apesar de terem capacidade de natação activa, vivem a maior parte do tempo no fundo do mar, em associação com o substrato, quer em fundos arenosos, como os linguados, quer em fundos rochosos, como as garoupas.
Muitas espécies demersais têm hábitos territoriais e defendem o seu território activamente – um exemplo são as moreias, peixes que se comportam como verdadeiras serpentes aquáticas, atacando qualquer animal que se aproxime do seu esconderijo.
Os seres demersais podem ser bentónicos, que dependem no fundo do mar (ou de um lago), ou bentopelágicos, que dividem a sua vida entre o fundo do mar e a coluna de água.

## Etimologia
O substantivo e adjectivo «demersal» deriva do termo «demerso», que por seu turno advém do étimo latino demersus, que se trata do particípio passado do verbo demergo que significa «afundar ou submergir».